# Europa (Litwa)
Europa − wieś na Litwie, w okręgu wileńskim, w rejonie wileńskim, w gminie Dukszty. W 2011 roku liczyła 31 mieszkańców.